# Kazandol
Kazandol (macedónul: Казандол, törökül Kızıldoğan) település Észak-Macedóniában, a Délkeleti körzetben, a Valandovói járásban.

## Népesség
| Lakosok száma | 1075 | 1218 | 409  | 124  | 157  | 152  | 147  | 182  |
|               | 1948 | 1953 | 1961 | 1971 | 1991 | 1994 | 2002 | 2021 |

- 1994-ben 151 lakosa volt.
- 2002-ben 147 lakosa volt, akik mindannyian törökök.